# Pterolocera ferrugineofusca
Pterolocera ferrugineofusca is een vlinder uit de familie van de Anthelidae. De wetenschappelijke naam van de soort is voor het eerst geldig gepubliceerd in 1926 door Strand.